# Casa de la Misericòrdia (Lleida)
La Casa de la Misericòrdia, també antic convent de Sant Josep, és un immoble a la ciutat de Lleida protegit com a bé cultural d'interès local. Actualment és la seu del Museu de Lleida Diocesà i Comarcal.

## Arquitectura
Es tracta d'un edifici cantoner on es porten a terme activitats socials, consta d'una església, un claustre i també té espais conventuals amb alçades que van de les dues a les tres plantes d'alçada.
El tractament de la façana es caracteritza per les línies i obertures senzilles que reflecteixen la simplicitat del seu interior. L'accés a l'església és remarcat per un petit rosetó. La construcció consta de murs de càrrega i forjats isostàtics, carreus de pedra arrebossada i coberta de teula àrab.

## Història
Construïda l'any 1790 gràcies a la donació de 300.000 rals que Gaspar de Portolà feu al tinent del rei Enric de Wijelz a canvi d'un solar, al qual s'hi afegí la donació d'un segon solar per part de Grau. L'edifici, situat davant l'església de Sant Llorenç, acollí l'antic convent dels caputxins i els carmelites descalços. i fou ocupat el 1792 per les germanes de la Caritat, que prengueren compte dels orfes allà acollits, L'any 1836 l'indret passà a ser la Casa de Misericòrdia, per bé que durant la segona dècada del segle XX s'ampliaren els seus usos i funcions, ja que a més de l'acollida i ajuda als necessitats, l'edifici també inclogué una escola de teologia, tallers de fusteria, sastreria, mecànica i serralleria, tipografia, pintura i construcció, a més d'una escola d'ensenyament primari, de sordmuts i de cecs. Des de l'any 2003, el Museu de Lleida Diocesà i Comarcal es troba instal·lat en aquest edifici.